# Lophoptera albistellata
Lophoptera albistellata là một loài bướm đêm trong họ Noctuidae.